# Argyranthemum foeniculaceum
Argyranthemum foeniculaceum là một loài thực vật có hoa trong họ Cúc. Loài này được (Willd.) Webb ex Sch.Bip. mô tả khoa học đầu tiên năm 1844.